# Union démocratique (Israël)
Pour les articles homonymes, voir Union démocratique.
L'Union démocratique (en hébreu : המחנה הדמוקרטי (HaMaḥaneh HaDemokrati)) est une alliance politique de gauche en Israël formée entre le Meretz, le Parti démocrate, la dissidente travailliste Stav Shaffir et le Mouvement vert en vue des élections législatives de septembre 2019.

## Histoire
Une réunion a lieu entre Ehud Barak et Issawi Frej (avec Stav Shaffir comme médiatrice) le 24 juillet pour conclure divers accords entre leurs partis respectifs. Ehud Barak accorde au chef du Meretz, Nitzan Horowitz, la tête de liste, alors qu'il se positionne en dixième position mais en tant que « premier choix ministériel » si l'alliance entre au gouvernement. Le 28 juillet, le Meretz valide l'accord. 
L’accord oblige les partis à ne pas former de coalition avec un gouvernement de droite déclarant : « nous ne prêterons pas la main à un gouvernement de droite dirigé par Netanyahu, et ni à un gouvernement de droite dirigé par les marionnettes de Netanyahou dans n'importe quelle situation, dans n'importe quel scénario, de quelque manière que ce soit »,. Les partis s'engagent également à « défendre le caractère démocratique de l'État, en mettant l'accent sur la Cour suprême, à abolir la loi sur l'État-nation et à promouvoir la paix et un règlement politique avec les Arabes palestiniens ».

## Composition
| Parti | Parti           | Idéologie            | Position               | Chef            | Sièges de députés |
| ----- | --------------- | -------------------- | ---------------------- | --------------- | ----------------- |
|       | Meretz          | Social-démocratie    | Gauche                 | Nitzan Horowitz | 3 / 120           |
|       | Mouvement vert  | Politique écologique | Centre gauche à gauche | Stav Shaffir    | 1 / 120           |
|       | Parti démocrate | Social-libéralisme   | Centre gauche          | Ehud Barak      | 1 / 120           |

## Candidats
| n° | n° | Nom              | Fonctions                                                                                          | - Meretz - Parti démocrate - Mouvement vert |
|    | 1  | Nitzan Horowitz  | Président du Meretz, journaliste                                                                   | - Meretz - Parti démocrate - Mouvement vert |
|    | 2  | Stav Shaffir     | Ancienne députée travailliste, leader des manifestations de 2011 pour la justice sociale en Israël | - Meretz - Parti démocrate - Mouvement vert |
|    | 3  | Yaïr Golan       | Ancien chef de cabinet adjoint                                                                     | - Meretz - Parti démocrate - Mouvement vert |
|    | 4  | Tamar Zandberg   | Ancienne présidente du Meretz                                                                      | - Meretz - Parti démocrate - Mouvement vert |
|    | 5  | Ilan Gilon       | Député du Meretz, ancien maire adjoint d'Ashdod                                                    | - Meretz - Parti démocrate - Mouvement vert |
|    | 6  | Issawi Frej      | Député du Meretz, ancien membre du secrétariat de Peace Now                                        | - Meretz - Parti démocrate - Mouvement vert |
|    | 7  | Yifat Bitton     | Professeur de droit, juge et activiste Mizrahi, ancien candidat de Gesher                          | - Meretz - Parti démocrate - Mouvement vert |
|    | 8  | Yael Cohen Paran | Activiste environnementaliste, ancienne présidente du Mouvement vert.                              | - Meretz - Parti démocrate - Mouvement vert |
|    | 9  | Noa Rothman      | Scénariste et petite-fille du Premier ministre israélien assassiné, Yitzhak Rabin                  | - Meretz - Parti démocrate - Mouvement vert |
|    | 10 | Ehud Barak       | Ancien Premier ministre, ancien chef d'état-major et ancien ministre de la Défense                 | - Meretz - Parti démocrate - Mouvement vert |
|    | 11 | Gilad Kariv      | Rabbin réformé et avocat                                                                           | - Meretz - Parti démocrate - Mouvement vert |
|    | 12 | Mossi Raz        | Ancien député du Meretz, ancien secrétaire général de Peace Now                                    | - Meretz - Parti démocrate - Mouvement vert |
|    | 13 | Michal Rozin     | Députée du Meretz, activiste féministe                                                             | - Meretz - Parti démocrate - Mouvement vert |

## Résultats électoraux
| Année   | Chef de file    | %   | Sièges  | Rang | Gouvernement        |
| ------- | --------------- | --- | ------- | ---- | ------------------- |
| 09/2019 | Nitzan Horowitz | 4,3 | 3 / 120 | 9e   | Pas de gouvernement |